# كفر سندنهور
كفر سندنهور إحدى قرى مركز بنها التابع لمحافظة القليوبية بجمهورية مصر العربية.

## السكان
بلغ عدد سكان كفر سندنهور 2,940 نسمة، حسب الإحصاء الرسمي لعام 2006.